# Tephritis koreacola
Tephritis koreacola är en tvåvingeart som beskrevs av Kae Kyoung Kwon 1985. Tephritis koreacola ingår i släktet Tephritis och familjen borrflugor. Inga underarter finns listade i Catalogue of Life.